# Cavopleura
Cavopleura is een geslacht van uitgestorven kreeftachtigen uit de klasse van de Ostracoda (mosselkreeftjes).

## Soort
- Cavopleura camminensis Schallreuter, 1968 †